# Weyarn
Weyarn település Németországban, azon belül Bajorországban. Lakosainak száma 3921 fő (2023. december 31.). Weyarn Miesbach, Irschenberg, Warngau, Valley és Feldkirchen-Westerham községekkel határos.

## Népesség
A település népessége az elmúlt években az alábbi módon változott:
| Lakosok száma | 2477 | 1437 | 3312 | 3325 | 3437 | 3494 | 3660 | 3796 | 3978 | 3921 |
|               | 1970 | 1975 | 2011 | 2012 | 2014 | 2015 | 2017 | 2019 | 2022 | 2023 |